# Квінт Антістій Адвент Постумій Аквілін
Квінт Анті́стій А́двент Посту́мій Аквілі́н (лат. Quintus Antistius Adventus Postumius Aquilinus; близько 120 — після 176) — політичний та військовий діяч часів Римської імперії, консул-суффект 167 року.

## Життєпис
Походив з роду Антістіїв, що були homo novus. Народився у місті Тібіліс (Нумідія). Батьки були із заможної та впливової родини, про що свідчить прізвище Квінта Антістія. Обрав собі кар'єру військового. Спочатку обіймав посаду військового трибуна Legio I Minervia. Після цього став квестором у римської провінції Македонія та увійшов до сенату. Слідом за цим був народним трибуном, легатом у провінції Африка та претором. Потім був легатом Legio VI Ferrata.
У 162—166 роках як легат Legio II Adiutrix відзначився у одній з парфянських війн. З 165 до 167 року як імператорський легат-пропретор керував провінцією Кам'яниста Аравія. У 167 році став консулом-суффектом.
У 167 році очолив Legio III Italica. Під час Першої Маркоманської війни, перебуваючи в Альпах, захищав Італію від вторгнення германських військ до 170 року. Того ж року призначений куратором зведення громадських будівель у Римі. Наприкінці цього ж року призначений проконсулом провінції Нижня Германія. У 173—176 роках керував провінцією Британія. Того ж часу увійшов до колегії жерців-феціалів. Про подальшу долю його немає відомостей.

## Сім'я
Дружина — Новія Криспія
Діти:
- Луцій Антістій Бурр, консул 181 року